# Ilya Kharun
Ilya Kharun (né le  7 février 2005 à Montréal) est un nageur canadien.

## Biographie
Kharun, né au Québec, est le fils de deux artistes du Cirque du Soleil ; il a grandi pour cette raison aux États-Unis à Las Vegas.
Aux Championnats du monde de natation en petit bassin 2022 à Melbourne, il est médaillé d'argent du 100 m papillon et médaillé de bronze du 4 x 50 mètres quatre nages mixte.
Il est double médaillé de bronze aux Jeux olympiques d'été de 2024 dans la catégorie du 200 m papillon et du 100 m papillon.
Il est entraîné par Bob Bowman.

## Palmarès

### Jeux olympiques
- Jeux olympiques d'été de 2024 à Paris ( France) :
  -  Médaille de bronze du 100 m papillon
  -  Médaille de bronze du 200 m papillon

### Championnats du monde

#### Grand bassin
- Championnats du monde 2025 à Singapour ( Singapour) :
  -  Médaille de bronze du 100 m papillon

#### Petit bassin
- Championnats du monde 2022 à Melbourne ( Australie) :
  -  Médaille d'argent du 100 m papillon
  -  Médaille de bronze du relais 4 × 50 m quatre nages mixte

- Championnats du monde 2024 à Budapest ( Roumanie) :
  -  Médaille d'or du 200 m papillon
  -  Médaille d'argent du 50 m papillon
  -  Médaille d'argent du relais 4 × 50 m nage libre mixte
  -  Médaille d'argent du relais 4 × 50 m quatre nages mixte
  -  Médaille de bronze du relais 4 × 100 m quatre nages mixte